# Ренселер (Индијана)
Ренселер (енгл. Rensselaer) град је у америчкој савезној држави Индијана.

## Демографија
По попису из 2010. године број становника је 5.859, што је 565 (10,7%) становника више него 2000. године.
| Група             | 2000.         | 2010.         |
| Белци             | 5.093 (96,2%) | 5.401 (92,2%) |
| Афроамериканци    | 17 (0,3%)     | 39 (0,7%)     |
| Азијати           | 5 (0,1%)      | 24 (0,4%)     |
| Хиспаноамериканци | 134 (2,5%)    | 318 (5,4%)    |
| Укупно            | 5.294         | 5.859         |